# Alleanza Democratica Europea
Il Gruppo dell'Alleanza Democratica Europea (in inglese: European Democratic Alliance - EDA; in francese: Groupe du Rassemblement des Démocrates Européens - RDE) è stato un gruppo politico al Parlamento Europeo di centro-destra, d'ispirazione nazionalconservatrice e gollista, attivo tra il 1984 e il 1995, successore del Gruppo dei Democratici Europei del Progresso (Groupe des démocrates européens de progrès).

## Storia del gruppo
Il gruppo è stato fondato il 24 luglio 1984 a seguito delle Elezioni europee del 1984. Fu costituito dai gollisti francesi, dai repubblicani irlandesi e dai nazionalisti scozzesi. Capogruppo era il francese Christian de La Malène.
Dopo le Elezioni europee del 1989 il gruppo ricostituisce ed aderiscono anche i greci del Rinnovamento Democratico, scissione della Nuova Democrazia. Lasciano invece i nazionalisti scozzesi, che aderiscono al Gruppo Arcobaleno. Capogruppo ancora il francese Christian de La Malène.
Dopo le Elezioni europee del 1994 il gruppo si ricostituisce ancora ed aderiscono anche i portoghesi del Centro Democratico Sociale - Partito Popolare. Nel 1995 decide di fondersi con il gruppo tutto italiano di Forza Europa ed insieme creano il gruppo Unione per l'Europa. Capogruppo era Jean-Claude Pasty.

## Composizione

### II Legislatura (1984-1989)
| Nome                                                | Nome locale                                       | Stato              | MPE |
| --------------------------------------------------- | ------------------------------------------------- | ------------------ | --- |
| Raggruppamento per la Repubblica                    | Rassemblement pour la République                  | Francia            | 15  |
| Centro Nazionale degli Indipendenti e dei Contadini | Centre Nationale des Paysains et des Independants | Francia            | 2   |
| Partito Radicale                                    | Parti radical                                     | Francia            | 1   |
| Democrazia Cristiana Francese                       | Démocratie Chrétienne Française                   | Francia            | 1   |
| Partito Repubblicano Irlandese                      | Fianna Fáil                                       | Irlanda            | 8   |
| Partito Nazionale Scozzese                          | Scottish National Party                           | Regno Unito Scozia | 1   |

### III Legislatura (1989-1994)
| Nome                                                | Nome locale                                       | Stato   | MPE |
| --------------------------------------------------- | ------------------------------------------------- | ------- | --- |
| Raggruppamento per la Repubblica                    | Rassemblement pour la République                  | Francia | 12  |
| Centro Nazionale degli Indipendenti e dei Contadini | Centre Nationale des Paysains et des Independants | Francia | 1   |
| Partito Repubblicano Irlandese                      | Fianna Fáil                                       | Irlanda | 6   |
| Rinnovamento Democratico                            | Δημοκρατική Ανανέωση                              | Grecia  | 1   |

### IV Legislatura (1994-1995)
| Partito                                       | Nome locale                                 | Stato      | MPE |
| --------------------------------------------- | ------------------------------------------- | ---------- | --- |
| Raggruppamento per la Repubblica              | Rassemblement pour la République            | Francia    | 14  |
| Partito Repubblicano Irlandese                | Fianna Fáil                                 | Irlanda    | 7   |
| Centro Democratico Sociale - Partito Popolare | Centro Democrático Social - Partido Popular | Portogallo | 3   |
| Primavera Politica                            | Πολιτική Άνοιξη                             | Grecia     | 2   |